# Krajišnik, Sečanj
Krajišnik (izvirno srbsko Крајишник; madžarsko Istvánfölde; nekdaj Stefanföld; nemško Stefansfeld) je naselje v Srbiji, ki upravno spada pod Občino Sečanj; slednja pa je del Srednjebanatskega upravnega okraja.

## Demografija
V naselju živi 1825 polnoletnih prebivalcev, pri čemer je njihova povprečna starost 42,5 let (40,3 pri moških in 44,6 pri ženskah). Naselje ima 869 gospodinjstev, pri čemer je povprečno število članov na gospodinjstvo 2,58.
|  |

| Demografija | Demografija     | Demografija     |
| Leto        | Št. prebivalcev | Št. prebivalcev |
| ----------- | --------------- | --------------- |
|             |                 |                 |
|             |                 |                 |
|             |                 |                 |
|             |                 |                 |
| 1948        | 3926            |                 |
| 1953        | 3733            |                 |
| 1961        | 3357            |                 |
| 1971        | 2712            |                 |
| 1981        | 2495            |                 |
| 1991        | 2428            | 2397            |
| 2002        | 2341            | 2241            |
|             |                 |                 |

| Etnična sestava po popisu iz leta 2002 | Etnična sestava po popisu iz leta 2002 | Etnična sestava po popisu iz leta 2002 | Etnična sestava po popisu iz leta 2002 | Etnična sestava po popisu iz leta 2002 |
| -------------------------------------- | -------------------------------------- | -------------------------------------- | -------------------------------------- | -------------------------------------- |
| Srbi                                   | Srbi                                   |                                        | 2.058                                  | 91,83%                                 |
| Romi                                   | Romi                                   |                                        | 92                                     | 4,10%                                  |
| Jugoslovani                            | Jugoslovani                            |                                        | 16                                     | 0,71%                                  |
| Madžari                                | Madžari                                |                                        | 12                                     | 0,53%                                  |
| Črnogorci                              | Črnogorci                              |                                        | 5                                      | 0,22%                                  |
| Romuni                                 | Romuni                                 |                                        | 4                                      | 0,17%                                  |
| Hrvati                                 | Hrvati                                 |                                        | 3                                      | 0,13%                                  |
| Makedonci                              | Makedonci                              |                                        | 2                                      | 0,08%                                  |
| Nemci                                  | Nemci                                  |                                        | 1                                      | 0,04%                                  |
| Muslimani                              | Muslimani                              |                                        | 1                                      | 0,04%                                  |
| Bolgari                                | Bolgari                                |                                        | 1                                      | 0,04%                                  |
| Bošnjaki                               | Bošnjaki                               |                                        | 1                                      | 0,04%                                  |
| Neznano                                | Neznano                                |                                        | 2                                      | 0,08%                                  |